# 四条隆音
四条隆音（しじょう たかなり、寛永14年（1637年）3月14日 - 寛文10年（1670年）7月22日）は、江戸時代前期の公卿。

## 官歴
- 慶安元年（1648年）：侍従
- 慶安3年（1650年）：従五位上
- 慶安4年（1651年）：左少将
- 承応2年（1653年）：正五位下
- 明暦2年（1656年）：従四位下
- 明暦4年（1658年）：左中将
- 万治3年（1660年）：従四位上
- 寛文4年（1664年）：正四位下
- 寛文8年（1668年）：従三位
- 寛文10年（1670年）：参議

## 系譜
- 父：四条隆術
- 養子：四条隆安（山科言行の次男）